# 20965 Кутафін
20965 Кутафін (20965 Kutafin) — астероїд головного поясу, відкритий 26 вересня 1978 року.
Тіссеранів параметр щодо Юпітера — 3,215.